# Wassili Nikolajewitsch Schurawljow
Wassili Nikolajewitsch Schurawljow (russisch Василий Николаевич Журавлёв; * 2. August 1904 in Rjasan; † 15. November 1987 in Moskau) war ein sowjetischer Filmregisseur.

## Leben und Leistungen
Wassili Schurawljow war der Sohn einer Hausfrau und eines Buchhalters, der im Ersten Weltkrieg diente. Er besuchte das Gymnasium und arbeitete als junger Mann im Russischen Bürgerkrieg für die Bolschewiki. 
Von 1923 bis 1927 studierte Schurawljow an der Schauspielabteilung der Moskauer Filmschule, da kein freier Platz für Regieanwärter verfügbar war. Anschließend war er Assistent für seinen Altersgenossen Sergei Jutkewitsch bei dessen Langfilmdebüt Кружева (Kruschewa, 1928) und konnte kurz darauf mit der Kurzfilmkomödie Приёмыш (Prijomysch, 1929), einer Sowkinoproduktion, sein erstes eigenes Werk realisieren. Dem humoristischen Genre blieb der Nachwuchsregisseur auch mit seinem ersten abendfüllenden Werk Неизвестное лицо (Neiswestnoje lizo, 1930) verbunden. Es folgten die Revolutionsfilme Реванш (Rewansch, 1931) und Бомбист (Bombist, 1932), die dank spektakulärer Szenen große Popularität erlangten. An Erstgenanntem war der damals noch unbekannte Michail Romm als Koautor des Drehbuches beteiligt.
Anschließend drehte Schurawljow Kosmitscheski reis (1936), für den der Raumfahrtpionier Konstantin Ziolkowski als wissenschaftlicher Berater gewonnen werden konnte. Die Mosfilmproduktion gilt als Ausgangspunkt des sowjetischen Science-Fiction-Films und wurde weltweit gezeigt.
Es folgten die antifaschistisch geprägten Werke Граница на замке (Graniza na samke, 1938) und Борьба продолжается (Borba prodolschajetsja, 1939), eine Adaption von Friedrich Wolfs Drama Das trojanische Pferd. Eine weitere beliebte Literaturverfilmung war Гибель "Орла" (Gibel "Orla", 1941) nach einer Erzählung von Konstantin Dmitrijewitsch Solotowski. Schurawljow arbeitete hier mit beliebten Darstellern wie Sergei Stoljarow, Andrei Fait und Nikolai Gorlow zusammen.
Nach Ausbruch des Deutsch-Sowjetischen Krieges wurde er mit dem Sojusdetfilmstudio nach Stalinabad evakuiert, wo auch sein Sohn Nikolai (1943–2005), ein späterer Autor und Publizist, zur Welt kam. In dieser Zeit entstanden zwei Beiträge zur Filmreihe Боевой киносборник (Bojewoi kinosbornik, 1942), für die der mittlerweile etablierte Regisseur auch am Skript beteiligt war. Als erstes Nachkriegsprojekt verfilmte Schurwaljow unter dem Titel Пятнадцатилетний капитан (Pjatnadzatiletni kapitan, 1946) Jules Vernes Roman Ein Kapitän von fünfzehn Jahren. 
In den kommenden 35 Jahren drehte er noch sieben Lang- und fünf Kurzfilme sowie einige Dokumentation, darunter Папа, мама и я (Papa, mama i ja, 1975). Schurawljow bediente dabei noch mehrfach die Genres des Kriegs- und Abenteuerfilms, richtete sich aber nun vorwiegend an ein älteres Publikum. Ausnahmen bildeten die ukrainische Produktion Unzertrennliche Freunde (1953), in der er als Statist zum einzigen Mal vor der Kamera stand, und sein Abschiedswerk, der prämierte Märchenfilm Der Reiter auf dem goldenen Pferd (1980). Schurawljow schrieb auch nach dem Krieg noch vereinzelt Drehbücher für seine Projekte. Mitte der 1950er Jahre realisierte er keine Filme, war aber von 1954 bis 1956 Chefberater der Filmabteilung des Kultusministeriums der Volksrepublik China. Für Leonid Alexandrowitsch Kwinichidses Regiedebüt Первый посетитель (Perwy posetitel, 1966) stand er noch einmal als Regieassistent zur Verfügung.
Schurawljow trat 1939 der KPdSU bei. Er wurde mit den Titeln Volkskünstler der Kabardino-Balkarischen ASSR (1959) und Verdienter Kunstschaffender der RSFSR (31. Dezember 1976) gewürdigt.
Der ehemalige Regisseur starb 83-jährig und fand auf dem Wwedenskoje-Friedhof, Abschnitt 20, die letzte Ruhe.

## Filmografie (Auswahl)
- 1929: Приёмыш (Prijomysch) (Kurzfilm)
- 1931: Реванш (Rewansch)
- 1932: Бомбист (Bombist)
- 1936: Космический рейс (Kosmitscheski reis)
- 1938: Граница на замке (Graniza na samke)
- 1941: Гибель "Орла" (Gibel "Orla")
- 1946: Пятнадцатилетний капитан (Pjatnadzatiletni kapitan) – auch Drehbuch
- 1953: Unzertrennliche Freunde (Neraslutschnyje drusja) – auch Darsteller
- 1959: Aufstand in den Bergen (Lawina s gor)
- 1970: Морской характер (Morskoi charakter) – auch Drehbuch
- 1980: Der Reiter auf dem goldenen Pferd (Wsadnik na solotom kone)